# Rivière Sainte-Marie (La Réunion)
Pour les articles homonymes, voir Rivière Sainte-Marie.
La rivière Sainte-Marie est un fleuve français de l'île de La Réunion, un département d'outre-mer dans l'océan Indien. Elle traverse le territoire de Sainte-Marie puis le centre-ville de cette commune en s'écoulant du sud vers le nord après avoir pris sa source sur le plateau appelé plaine des Fougères.

## Géographie
De 15,5 km de longueur, la rivière Sainte-Marie prend source sur la commune de Salazie, et a son embouchure sur la commune de Sainte-Marie.